# José Gaspar Rodríguez de Francia
José Gaspar Rodríguez de Francia y Velasco (n. 6 ianuarie 1766, Yaguarón, Paraguarí Department⁠(d), Paraguay – d. 20 septembrie 1840, Asunción, Paraguay) a fost un politician și avocat paraguaian, precum și dictatorul Paraguayului de pe 1 octombrie 1814 până la moartea sa din 20 septembrie 1840. Paraguaienii il aminteau cu numele "Dr. Francia" sau Karaí Guazú (în limba guarani, însemnând "mare lord").
În martie 1814, Francia a interzis spaniolilor să se căsătorească între ei. Trebuiau să se însoare cu indieni, negri sau mulatri. 
În 1815 Biserica romano-catolică din Paraguay s-a declarat independentă față de Roma și de Buenos Aires. Francia a confiscat proprietăți bisericești și s-a numit conducătorul Bisericii Paraguaiene. Papa Pius VII l-a excomunicat pentru acest lucru.